# Relaciones Chile-Paraguay
Las relaciones Chile-Paraguay o relaciones chileno-paraguayas se refiere a las relaciones internacionales entre la República de Chile y la República del Paraguay. Ambas naciones se encuentran ubicadas en América del Sur.

## Historia

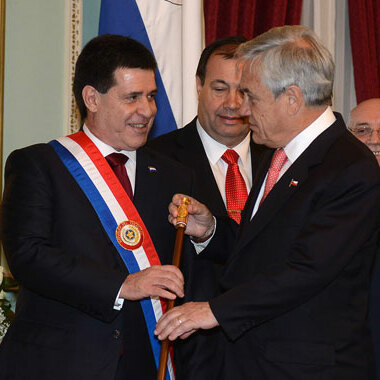
El presidente chileno, Sebastián Piñera Echenique, junto a su par paraguayo, Horacio Cartes Jara, en la ceremonia de toma del mando presidencial de este último en 2013.

Las relaciones entre estos dos países sudamericanos se remontan desde hace siglos, compartiendo lazos históricos y culturales hasta la actualidad. Anteriormente al establecimiento de las respectivas repúblicas soberanas, tanto Chile como Paraguay formaron parte del Imperio español, siendo Chile administrado bajo su capitanía general, mientras que la gobernación del Paraguay también conformó posteriormente, como una intendencia, el virreinato del Río de la Plata hasta su independencia.
Las relaciones diplomáticas bilaterales se iniciaron oficialmente el 22 de julio de 1843. Chile a través de su diplomacia intentó mediar en favor del Paraguay durante la Guerra de la Triple Alianza, y luego colaboró en los acuerdos de paz que terminaron con la Guerra del Chaco en 1935.
Durante la segunda mitad del siglo XX, debido a la cercanía de Augusto Pinochet con Alfredo Stroessner, ambos países mantuvieron una relación estrecha y de apoyo mutuo de sus regímenes militares autoritarios.
Estos dos países son miembros plenos de la Unión de Naciones Suramericanas (UNASUR), la Comisión Económica para América Latina y el Caribe (CEPAL), la Comunidad de Estados Latinoamericanos y Caribeños (CELAC), la Asociación Latinoamericana de Integración (ALADI), la Organización de Estados Iberoamericanos para la Educación, la Ciencia y la Cultura (OEI) y la Organización de Estados Americanos (OEA). Tanto la Academia Chilena de la Lengua como la Academia Paraguaya de la Lengua Española integran la Asociación de Academias de la Lengua Española.

## Relaciones económicas

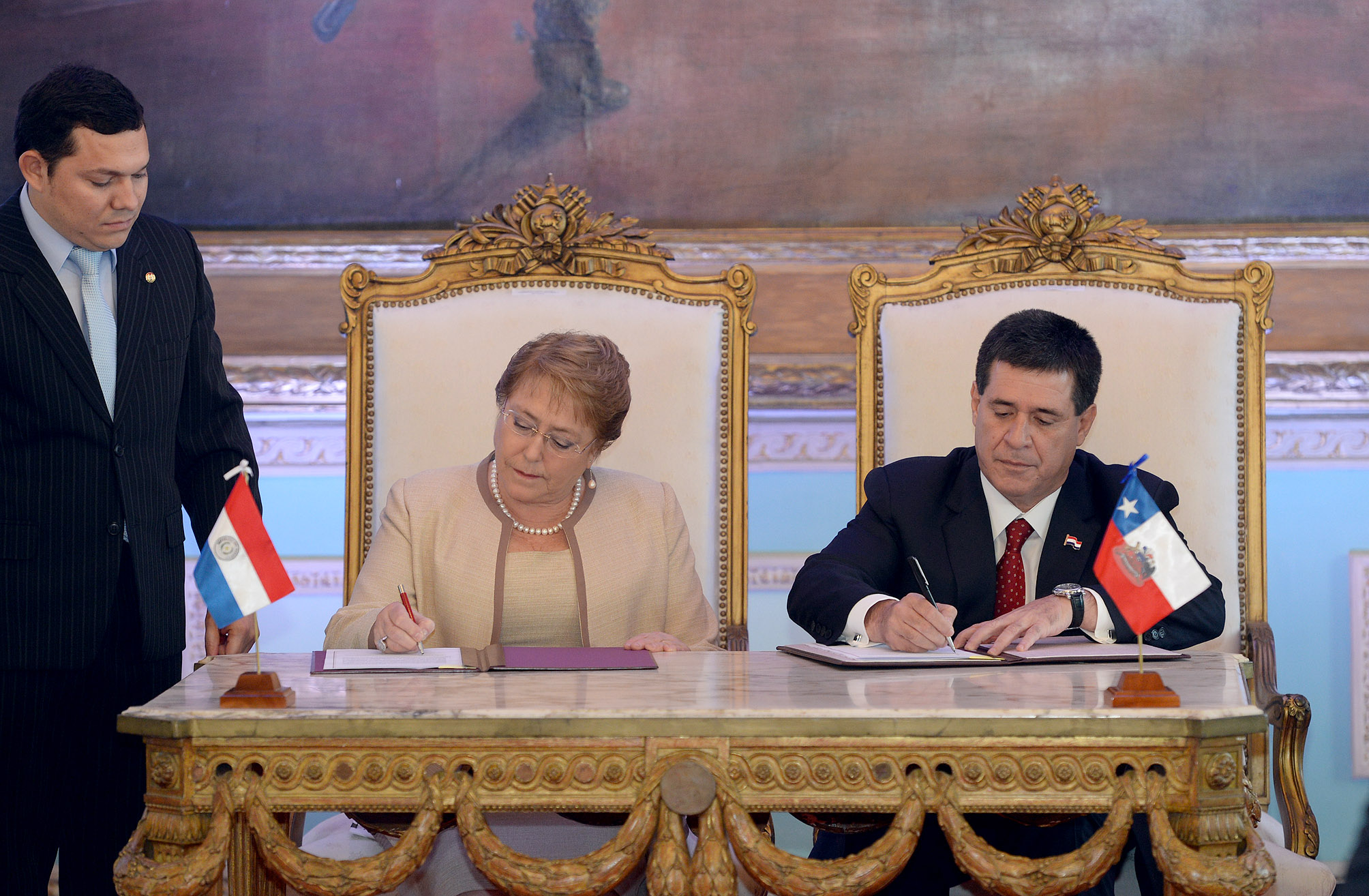
La presidenta chilena, Michelle Bachelet, junto al presidente paraguayo, Horacio Cartes, en la firma de convenios bilaterales en el Palacio de los López (agosto de 2015).

Las relaciones comerciales chileno-paraguayas se rigen principalmente por el Acuerdo de Complementación Económica (ACE) suscrito entre Chile y el Mercosur, Paraguay en calidad de Estado plenamente adherido y Chile como país asociado, dicho acuerdo entró en vigencia el 1 de octubre de 1996.
En términos macroeconómicos, Chile exporta hacia Paraguay principalmente automóviles de turismo, calzado elaborado a base de caucho, alambre de cobre, preparaciones compuestas para la elaboración de bebidas no alcohólicas y medicamentos para uso humano; Paraguay, por su parte, exporta hacia Chile mayoritariamente carne de vacuno, pellets obtenidos de la extracción del aceite de soja, maíz y diversos tipos de arroces.
En 2023, el intercambio comercial entre ambos países ascendió a los 1 843 millones de dólares estadounidenses, lo que supuso un 7,1% de crecimiento promedio anual en los últimos cinco años. Los principales productos exportados por Chile fueron automóviles, abrigos y calzados, mientras que Paraguay exportó mayoritariamente maíz, carne de vacuno y harinas de tortas para la extracción de aceite de soja.
En materia de transporte, algunos puertos chilenos, en especial los del norte de Chile debido a la proximidad al Paraguay, son utilizados por la marina mercante paraguaya para sus rutas a través del océano Pacífico. Existe un Acuerdo de Cooperación suscrito entre la Dirección General del Territorio Marítimo y Marina Mercante de Chile y la Prefectura General Naval Paraguaya, promoviendo la asistencia recíproca en diversos ámbitos. Adicionalmente, hay un proyecto para un corredor bioceánico entre Brasil y Chile que pretende incluir a Paraguay y Argentina en parte del tramo que conectará los océanos Pacífico y Atlántico.
En turismo, con el objeto de facilitar el libre tránsito entre países de Sudamérica, tanto los ciudadanos chilenos como paraguayos se encuentran exentos del uso del pasaporte para el ingreso de un país al otro por estancias temporales con fines turísticos, de negocios o visitas, siendo válidos solamente sus respectivos documentos de identidad vigentes.

## Misiones diplomáticas
- Chile tiene una embajada en Asunción.[8]
- Paraguay tiene una embajada en Santiago de Chile y mantiene consulados honorarios en Antofagasta, Iquique, Punta Arenas y Viña del Mar.[9]